# Proluka
Proluka nebo také stavební proluka je nezastavěný stavební pozemek mezi dvěma domy. Proluky často vznikaly vybombardováním budov například za druhé světové války, některé takové byly znovu zastavěny až na konci 20. století.

## Česko
V Česku je například dřívější proluka mezi pražskou ulicí Na příkopě a Ovocným trhem, která vznikla v roce 1926 a byla zastavěna v letech 1995 až 1996 palácem Myslbek, dále také vršovická proluka u ulic Krymská a Moskevská v Praze, kde dokonce v roce 2013 proběhly demonstrace proti jejímu zastavění. Dodnes nezastavěná je proluka po františkolázeňské synagoze, vypálené a zbořené nacisty v roce 1938. Podobně dlouhodobě nezastavená proluka se už od 60. let 20. století nachází v Olomouci v Denisově ulici vedle Muzea umění.